# Вдовин, Дмитрий Юрьевич
Дмитрий Юрьевич Вдовин (род. 17 апреля 1962) — советский и российский оперный деятель, вокальный педагог, заслуженный деятель искусств Российской Федерации (2014), профессор Академии хорового искусства.
Художественный руководитель Молодёжной оперной Программы Большого театра России.

## Биография
Родился 17 апреля 1962 года в Свердловске (ныне Екатеринбург). Окончил Государственный институт театрального искусства (ныне РАТИ) в Москве, а затем обучался в аспирантуре этого вуза под руководством профессора Инны Соловьевой как театральный критик (оперный), печатался в крупнейших центральных газетах и журналах. Впоследствии прошёл переподготовку и окончил Академию хорового искусства им. В. С. Попова как вокалист и вокальный педагог.
С 1987 по 1992 гг. — сотрудник, ответственный за работу в сфере музыкального театра Союза театральных деятелей СССР. Стажировался как вокальный педагог в ECOV — Европейском Центре оперного и вокального искусства в Бельгии (под эгидой Института музыки Кертиса в Филадельфии), 1992—1993.
В 1992 году Дмитрий Вдовин стал артистическим директором Московского Центра музыки и театра, арт-агентства, которое участвовало в совместных творческих проектах с крупнейшими интернациональными театрами, фестивалями и музыкальными организациями.
С 1996 года Д. Вдовин сотрудничал с великой русской певицей И. К. Архиповой в качестве педагога и руководителя её Летней Школы, соведущего её телевизионных и концертных программ.
С 1995 — педагог, с 2000 по 2005 гг. — заведующий вокальным отделением ГМУ им. Гнесиных, в 1999—2001 годах — педагог РАМ им. Гнесиных, с 2001 до 2003 — доцент, заведующий кафедрой сольного пения Академии Хорового искусства им. В. С. Попова, с 2008 — профессор АХИ.
С 1999 по 2009 г. — артистический директор и педагог Московской Международной Школы вокального мастерства, которая сделала возможным приезд в Москву для работы с молодыми певцами крупнейших оперных педагогов и специалистов из России, США, Италии, Германии, Великобритании
Член жюри многих престижных международных конкурсов вокалистов — им. Глинки, Елены Образцовой в Петербурге, конкурса ТВ канала «Культура» «Большая опера», (Россия), Le voci verdiane (Вердиевские голоса) в Буссето, им. Виотти и Паваротти в Верчелли, AsLiCo в Комо, Vincero в Неаполе (Италия), Francisco Viñas в Барселоне и Опера де Тенерифе в Испании, конкурсов в Париже и Бордо (Франция), им. Марии Каллас в Афинах (Греция), Competizione dell’opera Italiana в Москве и Линце (Австрия) , в Монреале (Канада),в Измире (Турция), им. Монюшко в Варшаве, «Die Meistersinger von Nürnberg» в Нюрнберге, в Харбине (Китай), Бюльбюля в Баку (Азербайджан), Эвы Мартон в Будапеште (Венгрия). 
С 2009 — один из основателей и художественный руководитель Молодёжной оперной Программы Большого театра России.
Педагог (с 2009), художественный руководитель (с 2017) вокального департамента Международной музыкальной Академии Юрия Башмета в Сочи.
Д. Вдовин давал мастер-классы во многих городах России, а также в США, Мексике, Италии, Литве, Латвии, Франции,Польше, Монако, Швейцарии, Голландии, Австрии. Был постоянным приглашенным педагогом Молодёжной программы при Гранд Опере Хьюстона (HGO Studio) и при Опере Цюриха (Int. Opera Studio).
Мастер-классы в Метрополитен-опере, Нью-Йорк (Lindemann Young Artist Development Program), на фестивалях  в Брегенце и Уэксфорде, в Литовской Национальной опере, в Молодёжных Программах Амстердама (Dutch National Opera), Штутгартской и Римской опер, Большой оперы Варшавы, Латвийской Национальной оперы,театра Геликон-опера. 
Среди его учеников — победители самых престижных конкурсов, ведущие солисты крупнейших театров мира, таких как Большой театр, Ла Скала, Метрополитен опера, Королевская опера Ковент Гарден, Венская государственная опера, Берлинская государственная опера, Парижская национальная опера, театр Реал в Мадриде и многих других.
Музыкальный консультант фильма Павла Лунгина «Дама пик» (2016).
Также Д. Ю. Вдовин являлся заместителем управляющего творческими коллективами оперной труппы Большого театра (2013—2014)

## Награды
- Кавалер ордена «За заслуги перед Итальянской Республикой» (27 декабря 2017 года, Италия)[2].
- Заслуженный деятель искусств Российской Федерации (4 июня 2014 года) — за достигнутые трудовые успехи, значительный вклад в социально-экономическое развитие Российской Федерации, заслуги в гуманитарной сфере, активную законотворческую и общественную деятельность, многолетнюю добросовестную работу[3].
- Лауреат Национальной оперной премии «Онегин» (2019)
- Обладатель Национальной оперной премии «Casta diva” в номинации «Кавалер оперы» (2022).